# Henrik Lundø
Henrik Lundø er en dansk filmklipper.

## Filmografi
- Min dal - tilbage til Limfjorden (2011)
- Olafur Eliasson (2010)
- Brasilianske billeder (2007)
- Jeg så det land (2005)
- De usynlige kræfter (2002)
- En dansker i verden (2002)
- De lutrede (2002)
- D-Dag (2001)
- Talks on Futilism (2001)
- Snedronningen (2000)
- No man's land (2000)
- Fyn 2003. Del I, II, III & IIII (1999)
- Carl-Henning Pedersen: Mellem himmel og jord - der hvor stjernerne bor (1998)
- Det 11. Besøg (1997)
- Vi er Danmark (1996)
- Fingerfænomener (1996)
- Blomsterfangen (1996)
- 14 Billeder (1995)
- Øjeblikket Før (1995)
- København CA. 1995 (1995)
- Magasinprogrammet København Ca. 1995 - III (1995)
- Afsked (1995)
- Vægteren (1995)
- Torsdag Kl. 19:00 26. Oktober 1995 (1995)
- Stella D. Lux (1995)
- Service Bitch (1995)
- Han tog en pause (1995)
- Landet i byen (1995)
- Kropsprog & fremsyn (1995)
- Ca. Nov. (1995)
- Magasinprogrammet København Ca. 1995 - Iv (1995)
- København Ca. 1995 - Tv Præsentation (1995)
- Babylon96københavn (1995)
- Sidste omgang (1993)
- Petting - A home video (1993)
- Black Box (1993)
- Ormehug (1992)
- Sovrana (1990)